# Móstoles (Gerichtsbezirk)
Der Gerichtsbezirk Móstoles ist einer der 21 Gerichtsbezirke in der autonomen Gemeinschaft Madrid.
Der Bezirk umfasst 6 Gemeinden auf einer Fläche von 270,18 km² mit dem Hauptquartier in Móstoles.

## Gemeinden
| Gemeinde                | Einwohner (2024) | Fläche km² | Dichte Einw./km² | Cod INE | Postleitzahl |
| ----------------------- | ---------------- | ---------- | ---------------- | ------- | ------------ |
| Boadilla del Monte      | 65.839           | 47,20      | 1.395            | 28022   | 28660        |
| Brunete                 | 11.300           | 48,94      | 231              | 28026   | 28690        |
| Móstoles                | 214.006          | 45,36      | 4.718            | 28092   | 28930–28939  |
| Quijorna                | 4.001            | 25,71      | 156              | 28119   | 28693        |
| Villanueva de la Cañada | 23.799           | 34,92      | 682              | 28176   | 28691        |
| Villaviciosa de Odón    | 29.273           | 68,05      | 430              | 28181   | 28670–28679  |
| Gerichtsbezirk Móstoles | 348.218          | 270,18     | 1.289            | –       | –            |